# 高昋
高昋，字明珍，北魏勃海郡蓨县人。高䐗儿之子。
高昋初任侍御史。升任奉朝請、員外散骑侍郎。延昌年間，与叔父高徽出使西域。归国途中在河州被反乱軍包围攻击，城陷，被殺害。太昌元年（532年）追贈使持節、都督冀滄二州諸軍事、征東将軍、冀州刺史。永熙年間，再追赠侍中、都督青徐光三州諸軍事、驃騎大将軍、儀同三司、青州刺史。諡文景。

## 子
- 高永乐，兴和年间，官至骠骑大将军、仪同三司、济州刺史、阳川县开国公
- 高長弼，《魏書》作高弼